# Zheng Yi
Zheng Yi (鄭一T, 郑一S, Zhèng YīP; 1765 – 16 novembre 1807) è stato un pirata cinese.

## Biografia
Uno dei più famosi e temuti pirati della Cina durante la dinastia Qing, aveva al suo comando una vasta flotta di circa 200 giunche, in grado di sovrastare qualsiasi avversario. Nel 1801 sposò la più grande pirata cinese Ching Shih (鄭氏), che gli succedette nel comando dopo la sua morte, riuscendo quindi ad ingrandire la flotta fino a contare oltre 60.000 pirati, uomini e donne, questa divenne così la più grande flotta pirata mai esistita.
Pesantemente coinvolto in intrighi di governo, fu fondamentale negli interventi della Cina durante il controllo del Vietnam sulla dinastia Tây Sơn. Zheng Yi era capitano di una flotta composta da 150.000 pirati. Si sposa con ching shih. Le fonti riportano informazioni diverse sulla morte di Zheng Yi, avvenuta il 16 novembre 1807: secondo alcuni sarebbe annegato cadendo in mare, secondo altri sarebbe stato vittima di un tifone o sarebbe stato ucciso dalla moglie e/o dal suo erede.